# Лямбда Парусов
Лямбда Парусов, (λ Velorum, Lambda Velorum, сокращ. Lambda Vel, λ Vel), также имеющая собственное имя — Сухайль, — звезда в южном созвездии Парусов. Имея видимую звёздную величину 2,21m, это третья по яркости звезда в созвездии и одна из самых ярких звёзд на небе. Расстояние до этой звезды можно измерить непосредственно, используя метод параллакса, и оно равно, по оценкам, 545 световых лет (167 парсек) от Солнца.

## Имя звезды
λ Velorum (латинизированный вариант Lambda Velorum) является обозначением Байера.
Звезда носит традиционное арабское название (ар.) السهيل الوزن al-suhayl al-wazn (аль-Сухайль аль-Везен), но, так как она является современной навигационной звездой, это название было сокращено до Сухайль/Сухейль. «Сухайль» — обычное мужское арабское имя — традиционно использовалось, по меньшей мере, для трёх других звезд: Канопуса; Гаммы Парусов (аль-Сухайл аль-Мухлиф); и Дзеты Кормы (Сухайл Хадар). В 2016 году Международный астрономический союз организовал Рабочую группу при МАС по звездным именам (WGSN), чтобы каталогизировать и стандартизировать собственные имена звёзд. WGSN одобрила имя Сухайль для этой звезды 21 августа 2016 года, и теперь она была введена в каталог звездных имен IAU (Канопусу было оставлено свое название, а Дзета Кормы получила название Наос).
В китайской астрономии Сухайль называется 天記, Пиньинь: Tiānjì, что означает «Судья для оценки возраста животных», потому что эта звезда стоит в одиночестве, как и подобает судье (см .: Китайские созвездия).

## Свойства
Внешняя оболочка λ Парусов имеет эффективную температуру около 4 000 К, придавая ей оранжевый оттенок звезды K-типа. Звезда также является, медленной неправильной переменной Lc-типа с яркостью, изменяющейся в диапазоне от + 2,14m до +2,30m.
Светимость звезды составляет около 7 900 солнечных светимостей (включая небольшую поправку на поглощение межзвездной пылью). Сочетание светимости и температуры дает радиус в 210 раз больше радиуса Солнца, близкий к размеру орбиты Земли.
Лямбда Парусов — проэволюционировавшая звезда, которая исчерпала водород в своём ядре. Он имеет массу в семь раз больше массы Солнца. Вероятно, она находится или приближается к асимптотической ветви гигантов (АВГ), хотя её свойства не исключают, что она является чуть более массивной звездой на ветви красных гигантов (ВКГ). В качестве АВГ-звезды она имеет инертное ядро из углерода и кислорода и сжигает гелий и водород в двух оболочках за пределами ядра. Внешняя оболочка звезды расширилась так, что в её конвективной зоне сжигается водород и генерируется магнитное поле. Магнитное поле, измеренное на поверхности звезды, составляет 1,72±0,33  Гс. Массивные звёзды используют свое водородное «топливо» намного быстрее, чем маленькие, а возраст Лямбды Парусов, по оценкам, составляет всего лишь около 32 миллионов лет.
Лямбда Парусов выходит за пределы, где звёзды имеют магнито-нагретые внешние короны, а вместо этого обладает медленным звёздным ветром, который «дует» со скоростью всего лишь от 40 до 60 км/сек, что является только десятой долей скорости «быстрого солнечного ветра». Происхождение ветра не совсем понято и может быть комбинацией магнитного действия и большой светимости звезды.
Лямбда Парусов находится ближе к верхнему концу диапазона масс для звёзд промежуточных масс, чтобы закончить свою жизнь, сбросив свою оболочку в виде планетарной туманности и превратится в белого карлика, но она может быть достаточно массивный, чтобы запустить электронный захват и взорваться как сверхновая.